# Typ 69
Typ 69 je čínský tank, vylepšená verze předchozího Typu 59 (který byl odvozen ze sovětského tanku T-54). Spolu s tankem Typ 79 jde o první nezávisle vyrobený čínský hlavní bojový tank. Tanky typu 69 byly vyráběny mezi lety 1963 a 1974, jejich hlavní výzbroj tvoří v Číně vyvinutý kanón s hladkým vývrtem hlavně ráže 100 mm. Jeho střelivo je odlišné od střeliva tanků typu 59, který disponuje 100mm drážkovanými kanóny. Vozidlo je lehce pancéřováno a disponuje stabilizátorem výzbroje a systémem ochrany posádky proti zbraním hromadného ničení.
Vyráběn byl v několika verzích, velmi rozšířená je varianta typu 69-IIA. Verze 69-III je označovaná také jako Typ 79.
V 80. letech 20. století zakoupil okolo 1 000 tanků typů 59 a 69 Irák, který je posléze použil v irácko-íránské válce, ve válce v Zálivu a v irácké válce. Dalšími uživateli, kromě Číny, jsou Pákistán, Bangladéš, Írán, Myanmar, Thajsko, Srí Lanka, Zimbabwe a Súdán.